# Бергасана (Ла Специја)
Бергасана је насеље у Италији у округу Ла Специја, региону Лигурија.
Према процени из 2011. у насељу је живело 44 становника. Насеље се налази на надморској висини од 385 м.